# Torre del Lazzaretto
La torre del Lazzaretto è una torre di avvistamento lungo la costa orientale dell'isola del Giglio, in una posizione a picco sul mare a nord della frazione di Giglio Porto.

## Storia
La torre costiera fu fatta costruire da Cosimo I de' Medici nella seconda metà del Cinquecento, su progetto dell'ingegnere militare Alessandro Pieroni, con lo scopo di proteggere ulteriormente la costa orientale dell'isola dalle continue incursioni dei predoni turchi. I lavori di completamento della struttura difensiva costiera si protrassero tuttavia per vari decenni, venendo ultimati soltanto nel 1624.
Nel corso del secolo successivo vi fu costruito anche il lazzaretto (struttura per fare stazionare in quarantena i viaggiatori provenienti da zone a rischio di epidemie) da cui l'attuale denominazione della struttura.
Tra la fine del Settecento e gli inizi dell'Ottocento furono gradualmente dismessi sia la torre di guardia che il lazzaretto. Divenuta di proprietà demaniale dopo l'Unità d'Italia, la torre fu venduta a privati soltanto verso la fine dell'Ottocento.
Durante il secolo scorso, la struttura originaria è stata inclusa nell'area di un complesso privato.

## Descrizione
La torre del Lazzaretto si presenta a sezione quadrangolare, con basamento a scarpa cordonato su cui trova appoggio la parte rialzata dell'edificio turriforme. La particolarità della struttura architettonica è l'arrotondamento degli angoli che mettono in continuità le pareti dei lati contigui.
Le strutture murarie esterne sono completamente intonacate, con alcune feritoie e finestre quadrangolari di dimensioni diverse che si aprono ad altezze diverse.
La parte alta, completamente rifatta, culmina con un tetto di copertura a quattro fornici, che ha sostituito l'originaria terrazza sommitale, delimitata da parapetti, dalla quale le sentinelle effettuavano gli avvistamenti ed emettevano segnali luminosi in caso di allarme.